# Ronde van Spanje 2022/Derde etappe
De derde etappe van de Ronde van Spanje 2022 werd verreden op 21 augustus van Breda naar Breda. Het betrof een vlakke etappe over 193,2 kilometer. De etappe werd gewonnen door de Ier Sam Bennett. Onderweg werd de Rijzendeweg aangedaan als enige gecategoriseerde klim van de etappe. Op deze klim van de vierde categorie kwam de Belg Thomas De Gendt als eerste boven. De leiderstrui wisselde van schouders: van Mike Teunissen ging de trui naar zijn ploeggenoot Edoardo Affini.

## Uitslag
| Breda – Breda (193,2 km) |                  |                         |          |
| Plaats                   | Naam             | Ploeg                   | Tijd     |
| Winnaar                  | Sam Bennett      | BORA-hansgrohe          | 4u05'53" |
| 2                        | Mads Pedersen    | Trek-Segafredo          | z.t.     |
| 3                        | Daniel McLay     | Arkéa Samsic            | z.t.     |
| 4                        | Bryan Coquard    | Cofidis                 | z.t.     |
| 5                        | Fabian Lienhard  | Groupama-FDJ            | z.t.     |
| 6                        | Tim Merlier      | Alpecin-Deceuninck      | z.t.     |
| 7                        | Kaden Groves     | Team BikeExchange Jayco | z.t.     |
| 8                        | Cédric Beullens  | Lotto Soudal            | z.t.     |
| 9                        | Pascal Ackermann | UAE Team Emirates       | z.t.     |
| 10                       | Danny van Poppel | BORA-hansgrohe          | z.t.     |

| Algemeen klassement |                  |                        |          |
| Plaats              | Naam             | Ploeg                  | Tijd     |
| Rode trui           | Edoardo Affini   | Team Jumbo-Visma       | 8u20'07" |
| 2                   | Sam Oomen        | Team Jumbo-Visma       | z.t.     |
| 3                   | Primož Roglič    | Team Jumbo-Visma       | z.t.     |
| 4                   | Sepp Kuss        | Team Jumbo-Visma       | z.t.     |
| 5                   | Mike Teunissen   | Team Jumbo-Visma       | z.t.     |
| 6                   | Robert Gesink    | Team Jumbo-Visma       | z.t.     |
| 7                   | Ethan Hayter     | INEOS Grenadiers       | + 13"    |
| 8                   | Richard Carapaz  | INEOS Grenadiers       | z.t.     |
| 9                   | Carlos Rodríguez | INEOS Grenadiers       | z.t.     |
| 10                  | Pavel Sivakov    | INEOS Grenadiers       | z.t.     |
|                     |                  |                        |          |
| 14                  | Remco Evenepoel  | Quick Step-Alpha Vinyl | + 14"    |

## Nevenklassementen
| Puntenklassement |                  |                    |        |
| Plaats           | Naam             | Ploeg              | Punten |
| Groene trui      | Sam Bennett      | BORA-hansgrohe     | 117    |
| 2                | Mads Pedersen    | Trek-Segafredo     | 80     |
| 3                | Pascal Ackermann | UAE Team Emirates  | 34     |
| 4                | Tim Merlier      | Alpecin-Deceuninck | 34     |
| 5                | Daniel McLay     | Arkéa Samsic       | 34     |
|                  |                  |                    |        |
| 8                | Mike Teunissen   | Team Jumbo-Visma   | 18     |

| Bergklassement        |                     |                       |        |
| Plaats                | Naam                | Ploeg                 | Punten |
| Bolletjestrui (blauw) | Julius van den Berg | EF Education-EasyPost | 3      |
| 2                     | Thomas De Gendt     | Lotto Soudal          | 2      |
| 3                     | Thibault Guernalec  | Arkéa Samsic          | 1      |

| Jongerenklassement |                  |                        |          |
| Plaats             | Naam             | Ploeg                  | Punten   |
| Witte trui         | Ethan Hayter     | INEOS Grenadiers       | 8u20'20" |
| 2                  | Carlos Rodríguez | INEOS Grenadiers       | z.t.     |
| 3                  | Pavel Sivakov    | INEOS Grenadiers       | z.t.     |
| 4                  | Luke Plapp       | INEOS Grenadiers       | z.t.     |
| 5                  | Remco Evenepoel  | Quick Step-Alpha Vinyl | + 1"     |
|                    |                  |                        |          |
| 21                 | Thymen Arensman  | Team DSM               | + 40"    |

| Ploegenklassement |                         |           |
| Plaats            | Ploeg                   | Tijd      |
|                   | Team Jumbo-Visma        | 24u11'01" |
| 2                 | INEOS Grenadiers        | + 13"     |
| 3                 | Quick Step-Alpha Vinyl  | + 14"     |
| 4                 | Team BikeExchange Jayco | + 31"     |
| 5                 | UAE Team Emirates       | + 33"     |

## Opgaves
- Michael Woods (Israel-Premier Tech): Niet gefinisht na een valpartij

1e etappe ·
2e etappe ·
3e etappe ·
4e etappe ·
5e etappe ·
6e etappe ·
7e etappe ·
8e etappe ·
9e etappe ·
10e etappe ·
11e etappe ·
12e etappe ·
13e etappe ·
14e etappe ·
15e etappe ·
16e etappe ·
17e etappe ·
18e etappe ·
19e etappe ·
20e etappe ·
21e etappe
Startlijst · Eindstanden · Afbeeldingen